# Pythais scutigera
Pythais scutigera là một loài bọ cánh cứng trong họ Cerambycidae.